# Précy-sur-Marne
Précy-sur-Marne est une commune française située dans le département de Seine-et-Marne, en région Île-de-France.

## Géographie

### Localisation
Précy-sur-Marne est un petit village regroupé autour du clocher de l'église, entre la Marne (rive droite) et le Canal de l'Ourcq avec quelques artisans et paysans.
Le village est situé à 12 km à l'ouest de Meaux et à 37 km à l'est de Paris.

### Communes limitrophes
| Fresnes-sur-Marne | Charmentray     | Trilbardou |
|                   | Précy-sur-Marne |            |
|                   | Jablines        |            |

### Géologie et relief
La commune est classée en zone de sismicité 1, correspondant à une sismicité très faible. L'altitude varie de 39 mètres à 83 mètres pour le point le plus haut, le centre du bourg se situant à environ 43 mètres d'altitude (mairie).

### Hydrographie

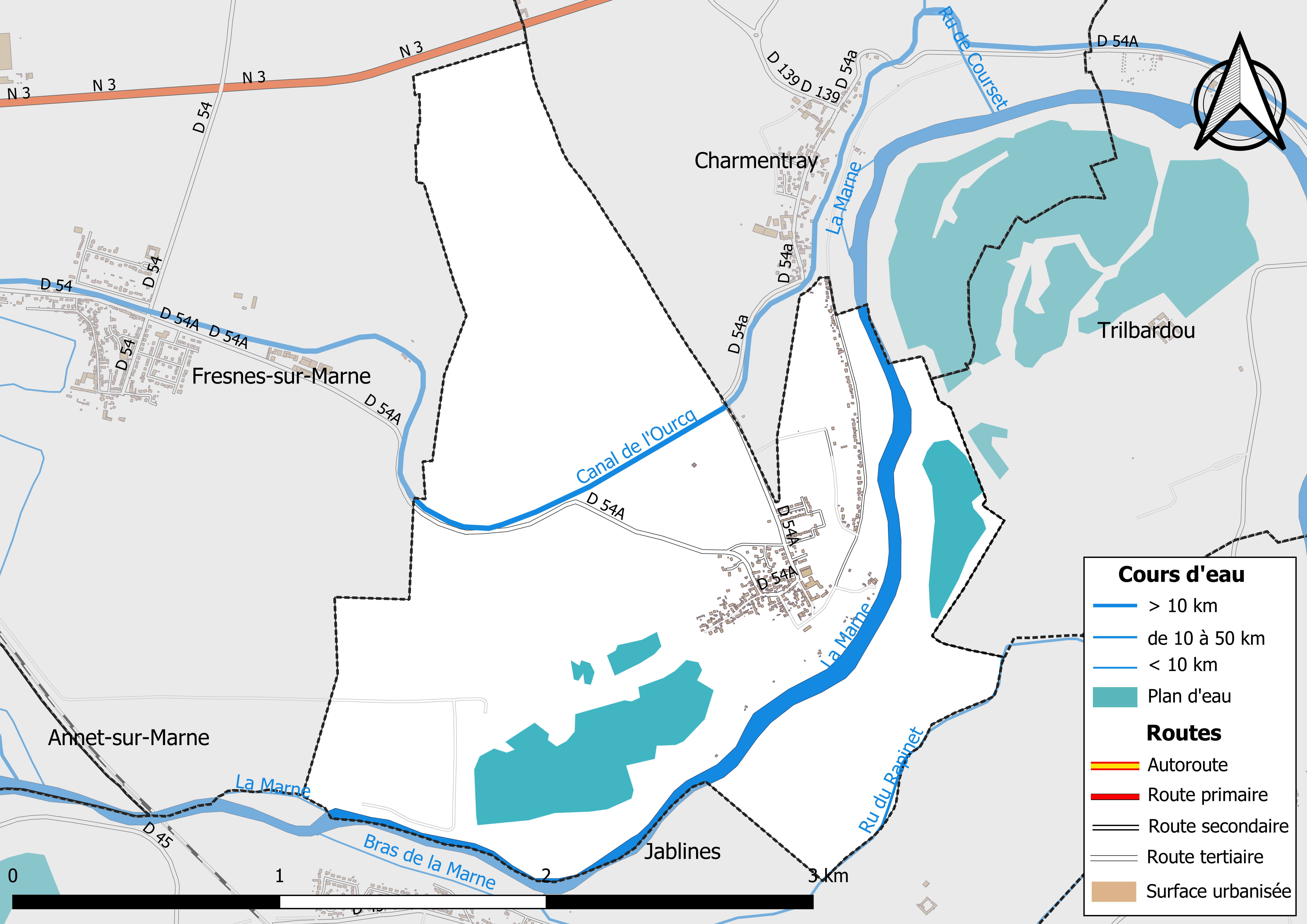
Carte des réseaux hydrographique et routier de Précy-sur-Marne.

Le réseau hydrographique de la commune se compose de trois cours d'eau référencés :
- la rivière la Marne, longue de 514,26 km[3], principal affluent de la Seine, ainsi que :
  - un bras de 0,52 km[4] ;
- le canal de l'Ourcq, long de 96,55 km[5].

La longueur totale des cours d'eau sur la commune est de 3,91 km.
Le ru du Rapinet, long de 5,68 km, conflue dans un bras de la Marne sur la commune de Jablines.

### Climat
Pour des articles plus généraux, voir Climat de l'Île-de-France et Climat de Seine-et-Marne.
En 2010, le climat de la commune est de type climat océanique dégradé des plaines du Centre et du Nord, selon une étude du CNRS s'appuyant sur une série de données couvrant la période 1971-2000. En 2020, Météo-France publie une typologie des climats de la France métropolitaine dans laquelle la commune est exposée à un climat océanique altéré et est dans la région climatique Nord-est du bassin Parisien, caractérisée par un ensoleillement médiocre, une pluviométrie moyenne régulièrement répartie au cours de l’année et un hiver froid (3 °C).
Pour la période 1971-2000, la température annuelle moyenne est de 11,4 °C, avec une amplitude thermique annuelle de 15,3 °C. Le cumul annuel moyen de précipitations est de 703 mm, avec 10,7 jours de précipitations en janvier et 7,7 jours en juillet. Pour la période 1991-2020, la température moyenne annuelle observée sur la station météorologique la plus proche, située sur la commune de Torcy à 13 km à vol d'oiseau, est de 12,1 °C et le cumul annuel moyen de précipitations est de 716,4 mm,. Pour l'avenir, les paramètres climatiques de la commune estimés pour 2050 selon différents scénarios d'émission de gaz à effet de serre sont consultables sur un site dédié publié par Météo-France en novembre 2022.

### Milieux naturels et biodiversité

#### Réseau Natura 2000

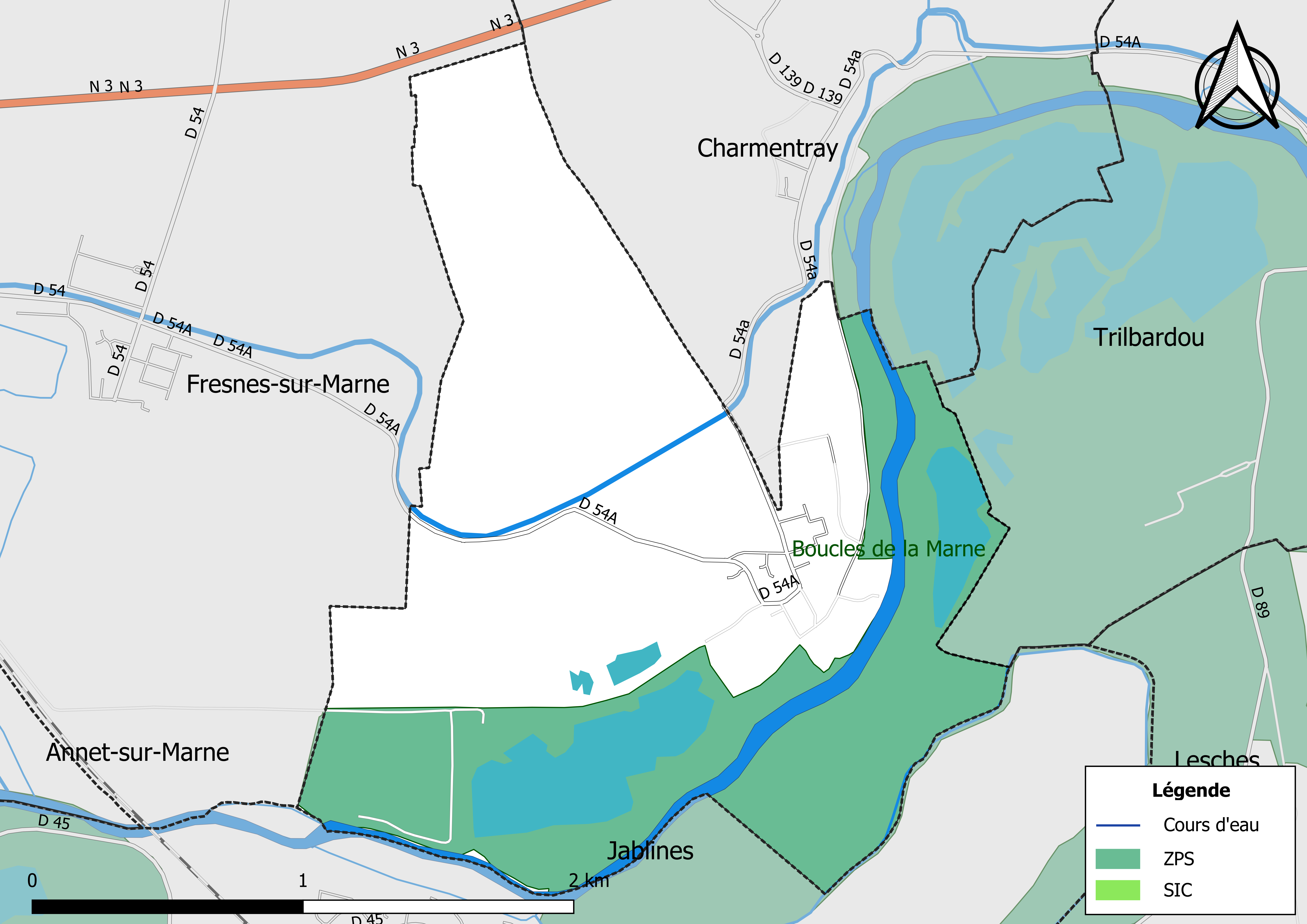
Sites Natura 2000 sur le territoire communal.

Le réseau Natura 2000 est un réseau écologique européen de sites naturels d’intérêt écologique élaboré à partir des Directives « Habitats » et « Oiseaux ». Ce réseau est constitué de Zones spéciales de conservation (ZSC) et de Zones de protection spéciale (ZPS). Dans les zones de ce réseau, les États Membres s'engagent à maintenir dans un état de conservation favorable les types d'habitats et d'espèces concernés, par le biais de mesures réglementaires, administratives ou contractuelles.
Un  site Natura 2000 a été défini sur la commune au titre de la « directive Oiseaux », :  
- les « Boucles de la Marne », d'une superficie de 2 641 ha, un lieu refuge pour une population d’Œdicnèmes criards d’importance régionale qui subsiste malgré la détérioration des milieux[17],[18].

#### Zones naturelles d'intérêt écologique, faunistique et floristique
L’inventaire des zones naturelles d'intérêt écologique, faunistique et floristique (ZNIEFF) a pour objectif de réaliser une couverture des zones les plus intéressantes sur le plan écologique, essentiellement dans la perspective d’améliorer la connaissance du patrimoine naturel national et de fournir aux différents décideurs un outil d’aide à la prise en compte de l’environnement dans l’aménagement du territoire.
Le territoire communal de Précy-sur-Marne comprend deux ZNIEFF de type 1,,, 
les « plans d'eau de Précy-sur-Marne » (167,12 ha), couvrant 2 communes du département et 
les « plans d'eau de Trilbardou » (278,86 ha), couvrant 3 communes du département.
et une ZNIEFF de type 2,, 
la « vallée de la Marne de Coupvray à Pomponne » (3 619,57 ha), couvrant 17 communes du département.

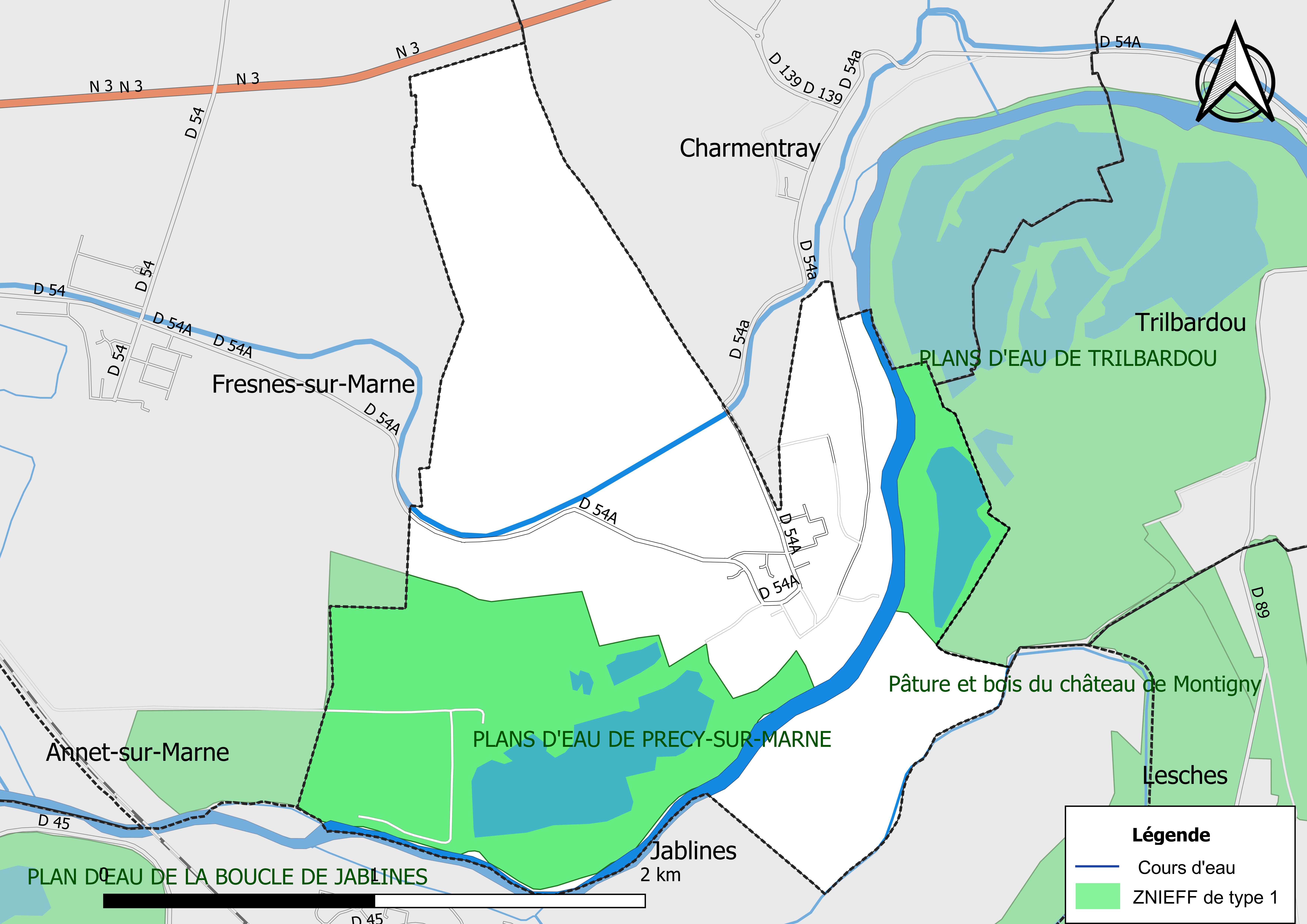
Carte des ZNIEFF de type 1 de la commune.
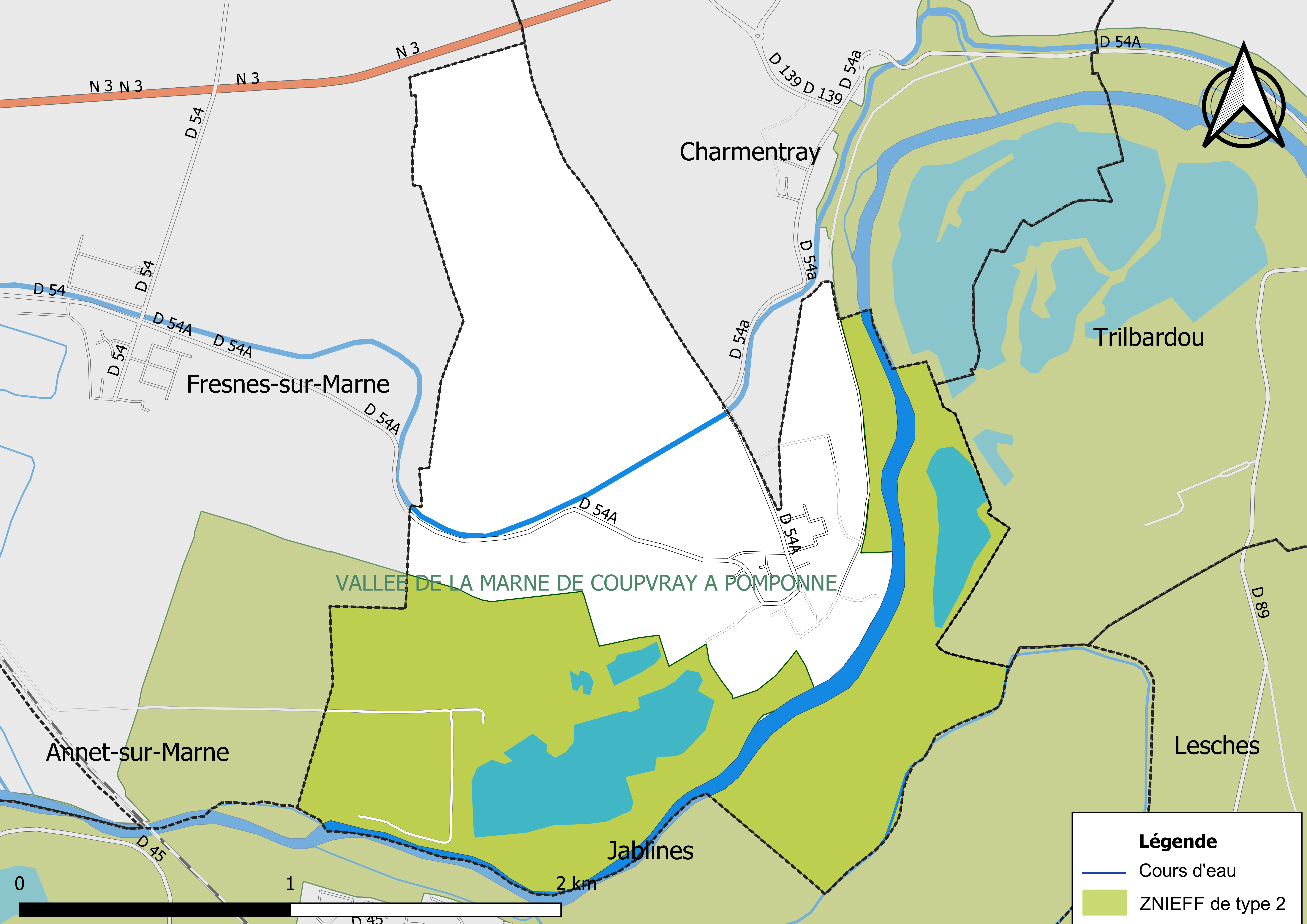
Carte des ZNIEFF de type 2 de la commune.

## Urbanisme

### Typologie
Au 1er janvier 2024, Précy-sur-Marne est catégorisée bourg rural, selon la nouvelle grille communale de densité à sept niveaux définie par l'Insee en 2022.
Elle est située hors unité urbaine. Par ailleurs la commune fait partie de l'aire d'attraction de Paris, dont elle est une commune de la couronne,. Cette aire regroupe 1 929 communes,.

### Lieux-dits et écarts
La commune compte 36 lieux-dits administratifs répertoriés consultables ici (source : le fichier Fantoir).

### Occupation des sols
L'occupation des sols de la commune, telle qu'elle ressort de la base de données européenne d’occupation biophysique des sols Corine Land Cover (CLC), est marquée par l'importance des territoires agricoles (69,9 % en 2018), une proportion identique à celle de 1990 (69,9 %). La répartition détaillée en 2018 est la suivante : 
terres arables (69,9% ), eaux continentales (19,6% ), zones urbanisées (10,2% ), milieux à végétation arbustive et/ou herbacée (0,2 %).
Parallèlement, L'Institut Paris Région, agence d'urbanisme de la région Île-de-France, a mis en place un inventaire numérique de l'occupation du sol de l'Île-de-France, dénommé le MOS (Mode d'occupation du sol), actualisé régulièrement depuis sa première édition en 1982. Réalisé à partir de photos aériennes, le Mos distingue les espaces naturels, agricoles et forestiers mais aussi les espaces urbains (habitat, infrastructures, équipements, activités économiques, etc.) selon une classification pouvant aller jusqu'à 81 postes, différente de celle de Corine Land Cover,,. L'Institut met également à disposition des outils permettant de visualiser par photo aérienne l'évolution de l'occupation des sols de la commune entre 1949 et 2018.

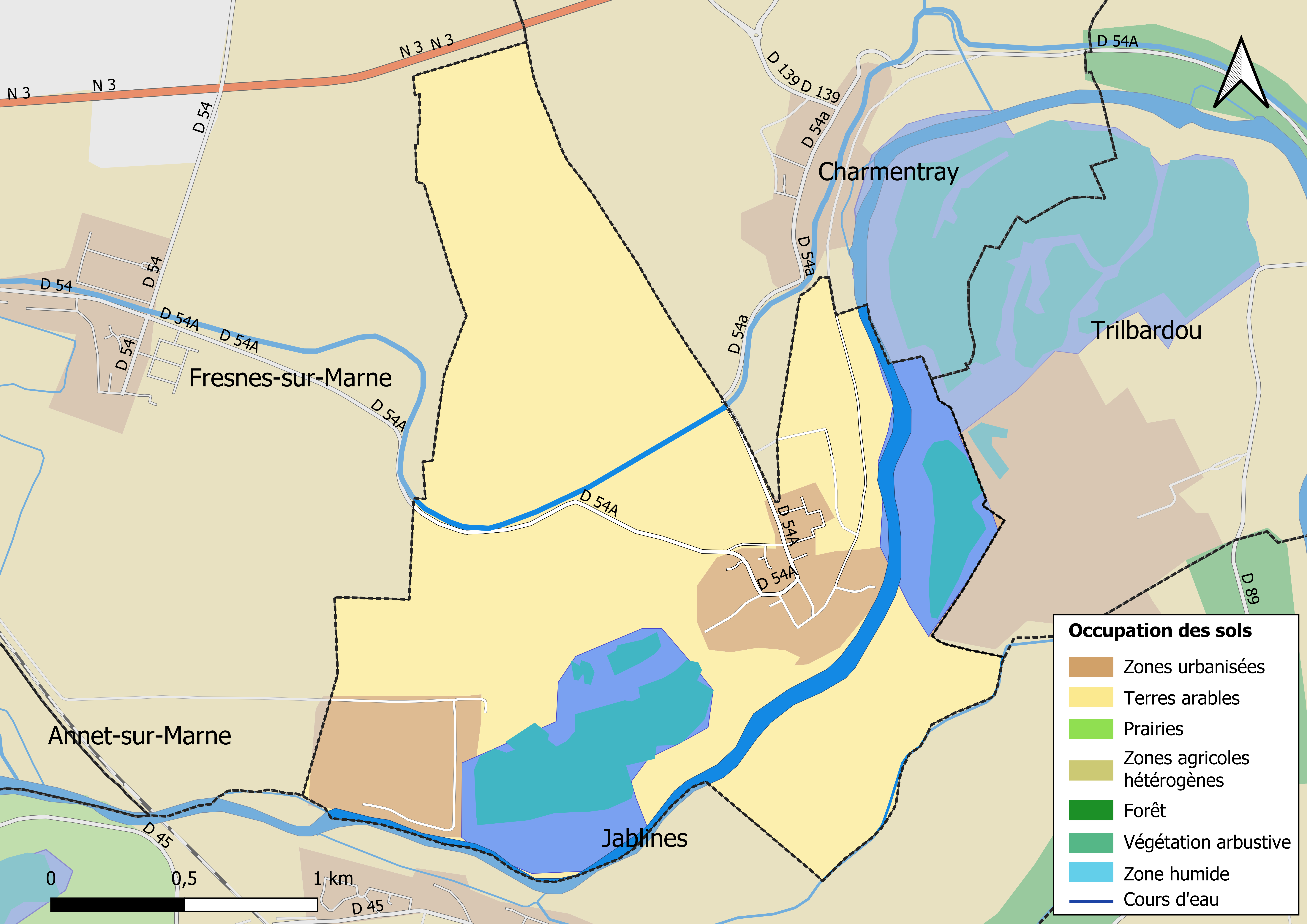
Carte des infrastructures et de l'occupation des sols en 2018 (CLC) de la commune.
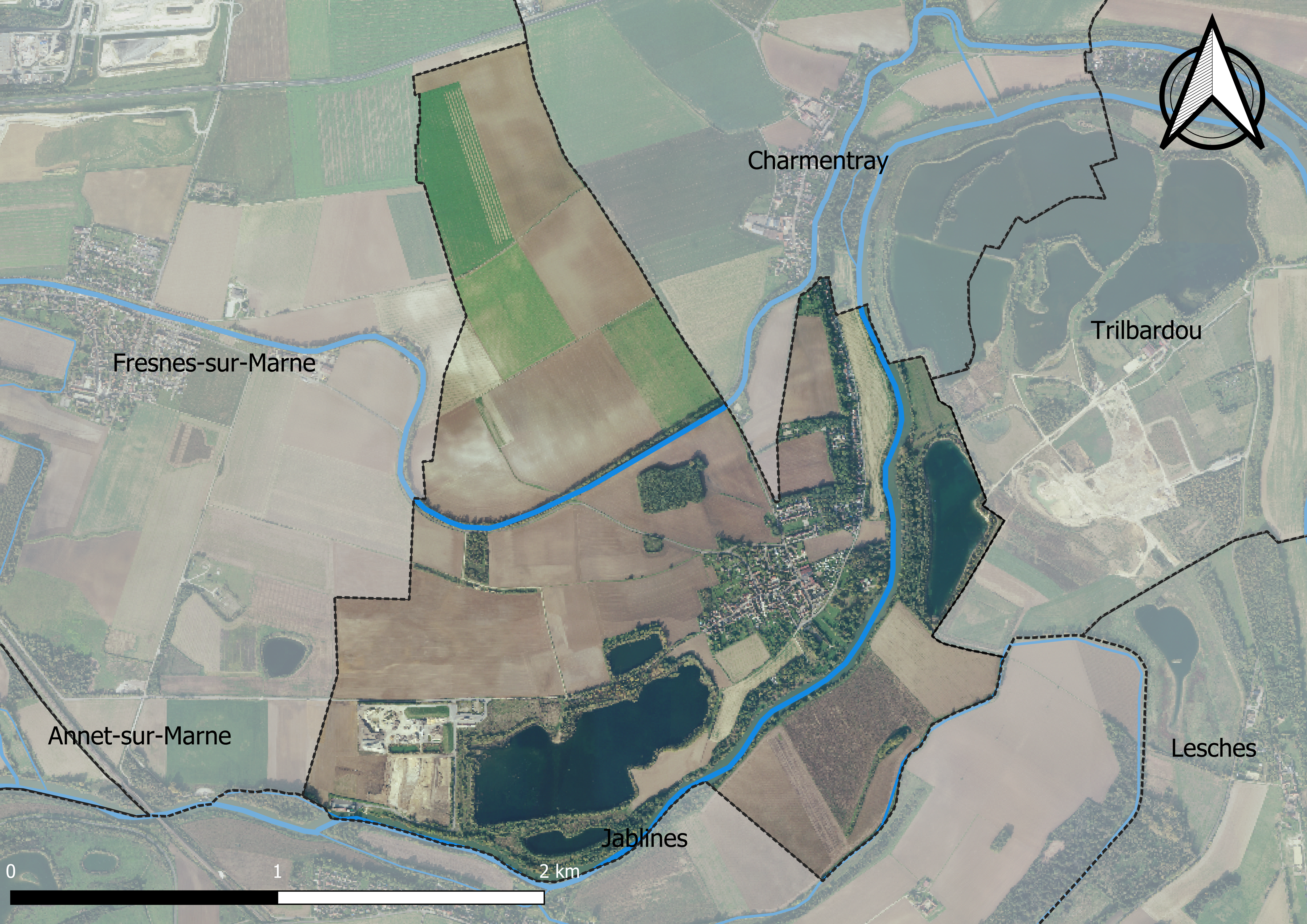
Carte orhophotogrammétrique de la commune.

### Planification
La loi SRU du 13 décembre 2000 a incité les communes à se regrouper au sein d’un établissement public, pour déterminer les partis d’aménagement de l’espace au sein d’un SCoT, un document d’orientation stratégique des politiques publiques à une grande échelle et à un horizon de 20 ans et s'imposant aux documents d'urbanisme locaux, les PLU (Plan local d'urbanisme). La commune est dans le territoire du SCOT Roissy Pays de France, approuvé le 19 décembre 2019 et porté par la communauté d’agglomération Roissy Pays de France.
La commune, en 2019, avait engagé l'élaboration d'un plan local d'urbanisme.

### Logement
En 2016, le nombre total de logements dans la commune était de 308 dont 79,2 % de maisons et 16,2 % d’appartements.
Parmi ces logements, 92,9 % étaient des résidences principales, 1,3 % des résidences secondaires et 5,8 % des logements vacants.
La part des ménages propriétaires de leur résidence principale s’élevait à 68,5 % contre 28 % de locataires, dont 0,3 % de logements HLM loués vides (logements sociaux) et 3,5 % logés gratuitement.

### Voies de communication et transports

#### Transports
La commune est desservie par la ligne d'autocars No 9 (Meaux – Mitry-Mory) du réseau de bus Roissy Est.

## Toponymie
Le nom de la localité est mentionné sous la forme C. Pressi en 1136, de Priscius :  ancien surnom romain.

## Politique et administration

### Liste des maires
| Période                                  | Période  | Identité          | Étiquette | Qualité                       |
| ---------------------------------------- | -------- | ----------------- | --------- | ----------------------------- |
| 1904                                     | 1935     | Clement Roussel   |           | cultivateur                   |
| 1935                                     | 1945     | Maurice Debarles  |           |                               |
| 1945                                     | 1960     | Louis Pinot       |           |                               |
| 1960                                     | 1962     | Alphonse Lebeurre |           |                               |
| 1965                                     | 1989     | Pierre Lecocq     |           | minotier                      |
| 1989                                     | 2014     | Yves Duteil       |           | auteur-compositeur-interprète |
| 2014                                     | En cours | Nicole Thévenet   |           |                               |
| Les données manquantes sont à compléter. |          |                   |           |                               |

## Équipements et services

### Eau et assainissement
L’organisation de la distribution de l’eau potable, de la collecte et du traitement des eaux usées et pluviales relève des communes. La loi NOTRe de 2015 a accru le rôle des EPCI à fiscalité propre en leur transférant cette compétence. Ce transfert devait en principe être effectif au 1er janvier 2020, mais la loi Ferrand-Fesneau du 3 août 2018 a introduit la possibilité d’un report de ce transfert au 1er janvier 2026,.

#### Assainissement des eaux usées
En 2020, la gestion du service d'assainissement collectif de la commune de Précy-sur-Marne est assurée par la communauté de communes Plaines et monts de France (CCPMF) pour la collecte, le transport et la dépollution,,.
L’assainissement non collectif (ANC) désigne les installations individuelles de traitement des eaux domestiques qui ne sont pas desservies par un réseau public de collecte des eaux usées et qui doivent en conséquence traiter elles-mêmes leurs eaux usées avant de les rejeter dans le milieu naturel. La communauté de communes Plaines et monts de France (CCPMF) assure pour le compte de la commune le service public d'assainissement non collectif (SPANC), qui a pour mission de vérifier la bonne exécution des travaux de réalisation et de réhabilitation, ainsi que le bon fonctionnement et l’entretien des installations,.

#### Eau potable
En 2020, l'alimentation en eau potable est assurée par le SMAEP de Thérouanne, Marne et Morin (TMM) qui en a délégué la gestion à la SAUR, dont le contrat expire le 31 mars 2023,,.
Les nappes de Beauce et du Champigny sont classées en zone de répartition des eaux (ZRE), signifiant un déséquilibre entre les besoins en eau et la ressource disponible. Le changement climatique est susceptible d’aggraver ce déséquilibre. Ainsi afin de renforcer la garantie d’une distribution d’une eau de qualité en permanence sur le territoire du département, le troisième Plan départemental de l’eau signé, le 3 octobre 2017, contient un plan d’actions afin d’assurer avec priorisation la sécurisation de l’alimentation en eau potable des Seine-et-Marnais. A cette fin a été préparé et publié en décembre 2020 un schéma départemental d’alimentation en eau potable de secours dans lequel huit secteurs prioritaires sont définis. La commune fait partie du secteur Meaux.

## Population et société

### Démographie
L'évolution du nombre d'habitants est connue à travers les recensements de la population effectués dans la commune depuis 1793. Pour les communes de moins de 10 000 habitants, une enquête de recensement portant sur toute la population est réalisée tous les cinq ans, les populations de référence des années intermédiaires étant quant à elles estimées par interpolation ou extrapolation. Pour la commune, le premier recensement exhaustif entrant dans le cadre du nouveau dispositif a été réalisé en 2006.

En 2022, la commune comptait 760 habitants, en évolution de −4,64 % par rapport à 2016 (Seine-et-Marne : +3,92 %, France hors Mayotte : +2,11 %).
| 1793 | 1800 | 1806 | 1821 | 1831 | 1836 | 1841 | 1846 | 1851 |
| ---- | ---- | ---- | ---- | ---- | ---- | ---- | ---- | ---- |
| 297  | 317  | 297  | 304  | 283  | 246  | 225  | 232  | 239  |

| 1856 | 1861 | 1866 | 1872 | 1876 | 1881 | 1886 | 1891 | 1896 |
| ---- | ---- | ---- | ---- | ---- | ---- | ---- | ---- | ---- |
| 225  | 223  | 204  | 205  | 208  | 196  | 198  | 230  | 216  |

| 1901 | 1906 | 1911 | 1921 | 1926 | 1931 | 1936 | 1946 | 1954 |
| ---- | ---- | ---- | ---- | ---- | ---- | ---- | ---- | ---- |
| 214  | 217  | 203  | 152  | 166  | 182  | 189  | 161  | 163  |

| 1962 | 1968 | 1975 | 1982 | 1990 | 1999 | 2006 | 2011 | 2016 |
| ---- | ---- | ---- | ---- | ---- | ---- | ---- | ---- | ---- |
| 132  | 176  | 215  | 277  | 406  | 480  | 685  | 788  | 797  |

| 2021 | 2022 | - | - | - | - | - | - | - |
| ---- | ---- | - | - | - | - | - | - | - |
| 779  | 760  | - | - | - | - | - | - | - |

## Économie

### Revenus de la population et fiscalité
En 2017, le nombre de ménages fiscaux de la commune était de 279, représentant 796 personnes et la  médiane du revenu disponible par unité de consommation  de 25 080 euros.

### Emploi
En 2017 , le nombre total d’emplois dans la zone était de 76, occupant 411 actifs  résidants.
Le taux d'activité de la population (actifs ayant un emploi) âgée de 15 à 64 ans s'élevait à 73,5 % contre un taux de chômage de 6,9 %.
Les 19,7 % d’inactifs se répartissent de la façon suivante : 10,4 % d’étudiants et stagiaires non rémunérés, 3,1 % de retraités ou préretraités et 6,1 % pour les autres inactifs.

### Entreprises et commerces
En 2018, le nombre d'établissements actifs était de 43 dont 4 dans l’industrie manufacturière, industries extractives et autres, 8 dans la construction, 14 dans le commerce de gros et de détail, transports, hébergement et restauration, 3 dans l’information et communication, 1 dans les activités financières et d'assurance, 1 dans les activités immobilières, 8 dans les activités spécialisées, scientifiques et techniques et activités de services administratifs et de soutien, 1 dans l’administration publique, enseignement, santé humaine et action sociale et 3  étaient relatifs aux autres activités de services.
En 2019,  11 entreprises ont été créées sur le territoire de la commune, dont 10 individuelles.
Au 1er janvier 2020, la commune possédait un terrain de camping disposant de 44 emplacements.

### Agriculture
Précy-sur-Marne est dans la petite région agricole dénommée les « Vallées de la Marne et du Morin », couvrant les vallées des deux rivières, en limite de la Brie. En 2010, l'orientation technico-économique de l'agriculture sur la commune est la culture de céréales et d'oléoprotéagineux (COP).
Si la productivité agricole de la Seine-et-Marne se situe dans le peloton de tête des départements français, le département enregistre un double phénomène de disparition des terres cultivables (près de 2 000 ha par an dans les années 1980, moins dans les années 2000) et de réduction d'environ 30 % du nombre d'agriculteurs dans les années 2010. Cette tendance se retrouve au niveau de la commune où le nombre d’exploitations est passé de 2 en 1988 à 1 en 2010. Parallèlement, la taille de ces exploitations diminue, passant de 40 ha en 1988 à 38 ha en 2010.
Le tableau ci-dessous présente les principales caractéristiques des exploitations agricoles de Précy-sur-Marne, observées sur une période de 22 ans : 
|                                      | 1988 | 2000 | 2010 |
| ------------------------------------ | ---- | ---- | ---- |
| Dimension économique,                |      |      |      |
| Nombre d’exploitations (u)           | 2    | 1    | 1    |
| Travail (UTA)                        | 1    | 0    | 0    |
| Surface agricole utilisée (ha)       | 80   | 38   | 38   |
| Cultures                             |      |      |      |
| Terres labourables (ha)              | s    | s    | s    |
| Céréales (ha)                        | s    | s    | s    |
| dont blé tendre (ha)                 | s    | s    | s    |
| dont maïs-grain et maïs-semence (ha) | s    |      |      |
| Tournesol (ha)                       | 0    |      |      |
| Colza et navette (ha)                | 0    | s    | s    |
| Élevage                              |      |      |      |
| Cheptel (UGBTA)                      | 0    | 0    | 0    |

## Culture locale et patrimoine

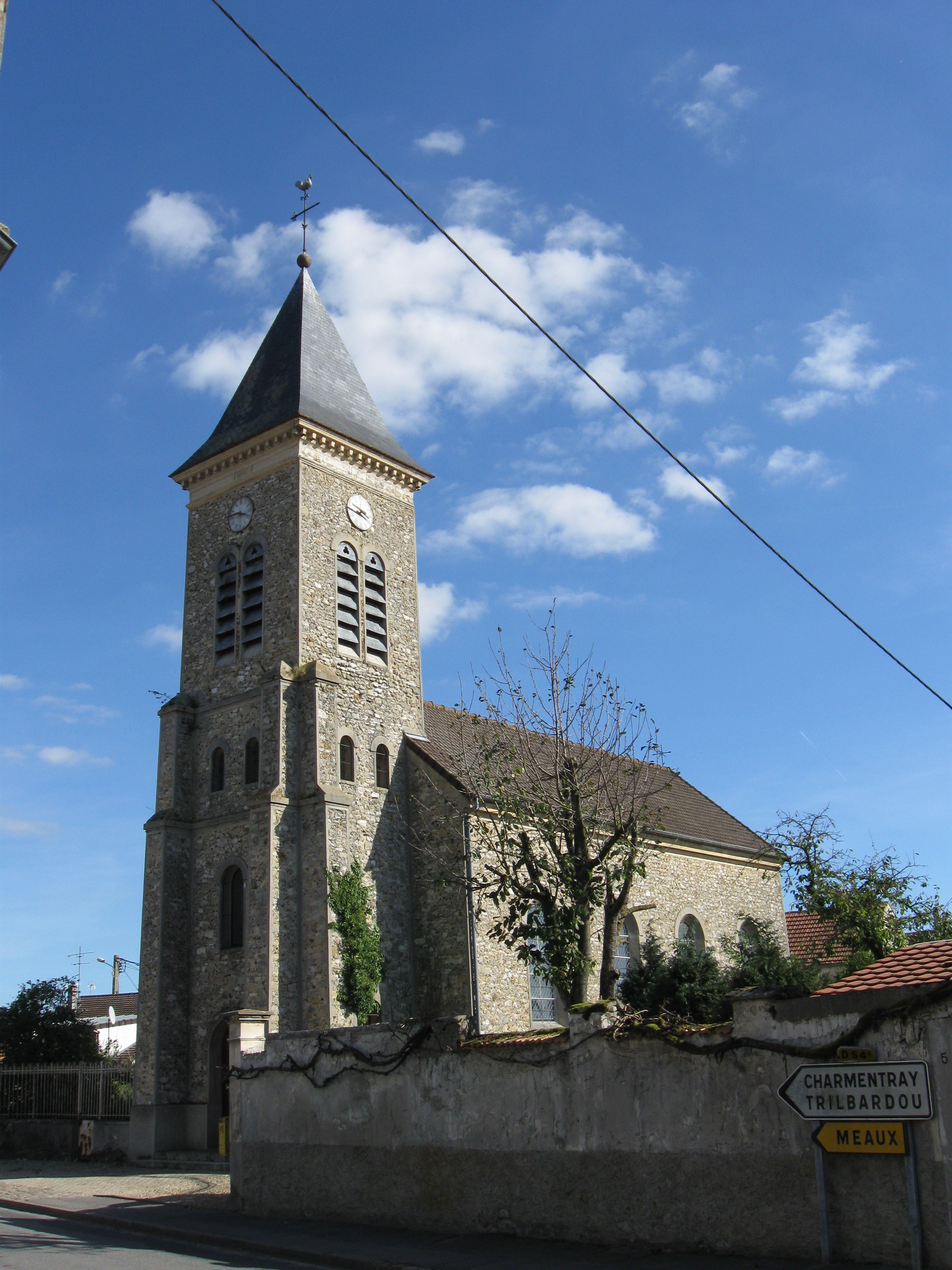
L'église Saint-Pierre-et-Saint-Paul.

### Lieux et monuments
- L'église Saint-Pierre-et-Saint-Paul, inaugurée en 1894 en remplacement d'un édifice jugé trop vétuste.

Cloche du XVIe siècle.
- La maison de la chanteuse Barbara.
- Les berges du canal de l'Ourcq.

### Personnalités liées à la commune
- Yves Duteil, ancien maire de la commune. Yves Duteil a été de 1989 à 2014 maire de Précy-sur-Marne, à la suite de son combat pour refuser l'implantation d'une décharge sur sa commune. Il fut très investi dans ses obligations de maire, donnant la priorité à un développement maîtrisé du village.
- Barbara. « Moi, je me cache lorsque je sens que je n'apporterai rien aux autres… » Le refuge de Barbara était sa maison de Précy. Elle s'y était cachée deux années entières, sans répondre au téléphone, sans écrire une chanson. Elle y vivait seule. C'est fin 1972 que des amis de Barbara découvrent une maison à vendre à Précy-sur-Marne. Le propriétaire, un décorateur, désire s'en séparer. Barbara la visite : elle est sous le charme et décide de l'acheter. Elle s'y installe au début de 1973 avec son piano.

Les volets donnant sur les deux rues resteront toujours fermés. Les pièces sont toutes tournées vers le jardin intérieur. Elle transforme la grange en petit théâtre. Elle appellera cette pièce La grange au loup. Elle installe une scène, un piano noir, le matériel de répétitions, les haut-parleurs, les magnétophones et son rocking chair. C'est dans cette pièce qu'elle répète chaque spectacle avec ses musiciens.
Elle va y vivre presque cloîtrée. Elle sortira rarement dans les rues du village. À chaque Noël, elle offre des cadeaux aux enfants du village. De temps en temps, elle est en contact avec le maire, Yves Duteil. Elle ne partage pas les idées politiques du maire (sans étiquette) mais elle tient à participer discrètement à la vie du village.
Le 4 juin 1974 à 5 h 30, les gendarmes frappent au portail de la rue de Verdun. Personne ne répond. Ils forcent la porte et trouvent Barbara inanimée sur son lit. Elle est transportée aux urgences à Meaux. « Mourir ou s'endormir ce n'est pas du tout la même chose. Une longue nuit où je les avais tous deux confondus peu s'en fallut, qu'au matin je ne me réveille plus… »
Mars 1977, un incendie dû à un court-circuit se déclare dans la cuisine. Réveillée par son chat, Barbara se retrouve dans la rue. Le feu s'est limité au logement. La grange au loup n'a pas été atteinte. Les pianos sont intacts.
Elle part en tournée pendant les travaux.
Barbara meurt en 1997. Ses frères vendent une partie de ses biens aux enchères, dont ses trois pianos. Les habitants de Précy, qui l'adoraient, brûlèrent un de ses chapeaux, lors des Feux de la Saint-Jean 2000. Barbara l'avait donné à l'un de ses voisins. Il ne fallait pas qu'il soit vendu.
Mais sa maison a été léguée à sa gouvernante, Béa, qui y vit toujours.
- André-Théodore Hébert, né le 20 décembre 1723 à Précy-sur-Marne et mort le 18 novembre 1802 à Précy-sur-Marne, homme politique.

### Héraldique
| Blason de Précy-sur-Marne | Blason  | De gueules au cavalier d’argent sur une champagne voûtées d’or chargée d’une tierce ondée d’azur. Ornements extérieursTimbré d'une couronne murale et accolé d'épis de blé d'or liés de gueules en sautoir par la tige. |
| Blason de Précy-sur-Marne | Détails | Figure sur le site de la mairie. |